# Pseudocophora emarginata
Pseudocophora emarginata là một loài bọ cánh cứng trong họ Chrysomelidae. Loài này được Samoderzhenkov miêu tả khoa học năm 1992.